# 碧峝寺
碧峝寺（越南语：／），亦稱碧洞古廟，為一間位於越南寧平省市郊的佛教寺廟，依著山洞而建，故有南天第二洞之稱。

## 簡介
碧峝寺建立於西元10世紀（即越南丁朝、黎朝時期），全寺沿著山壁而建，四面盤旋著山洞緩緩而上，共分為下、中、上三層，稱為下寺（越南语：／）、中寺（越南语：／）及上寺（越南语：／），山的每個洞內都有中國式的寺廟，由中層大雄寶殿進入後還可繼續往上爬，可發現洞中有洞、寺中有寺的特殊景象。該寺背山面水，與下龍灣皆為石灰岩地形，可至上廟眺望遠處風景。
寺廟最上層（上廟）的門楣上豎立著一個「五臺山」的橫匾，說明了該寺與中國五台山有著一脈相承的關係，且山洞中亦有孫悟空神像供奉於寺內，可見中國文化與信仰影響之深。

## 景色

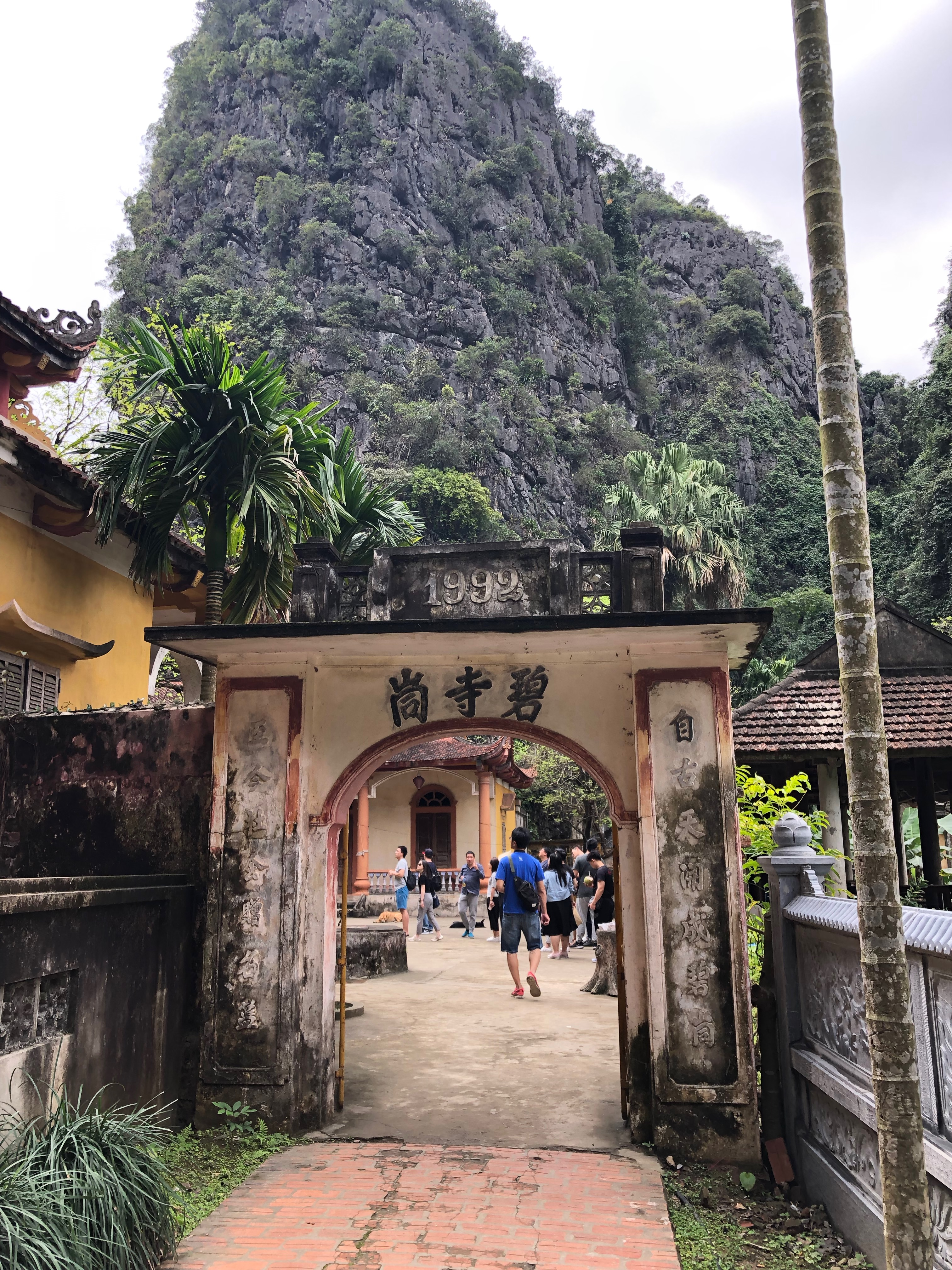
碧峝寺內門
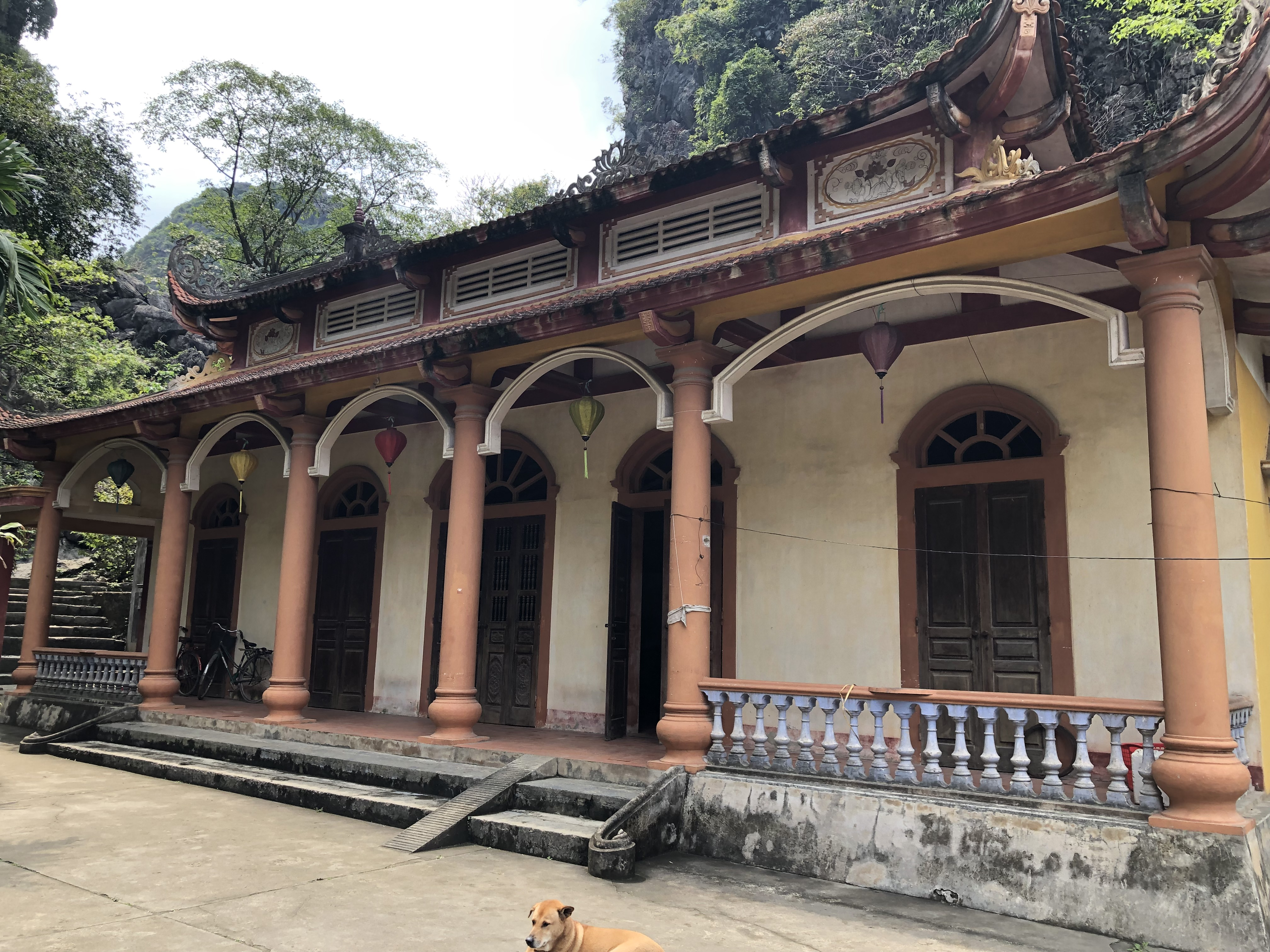
碧峝寺下廟
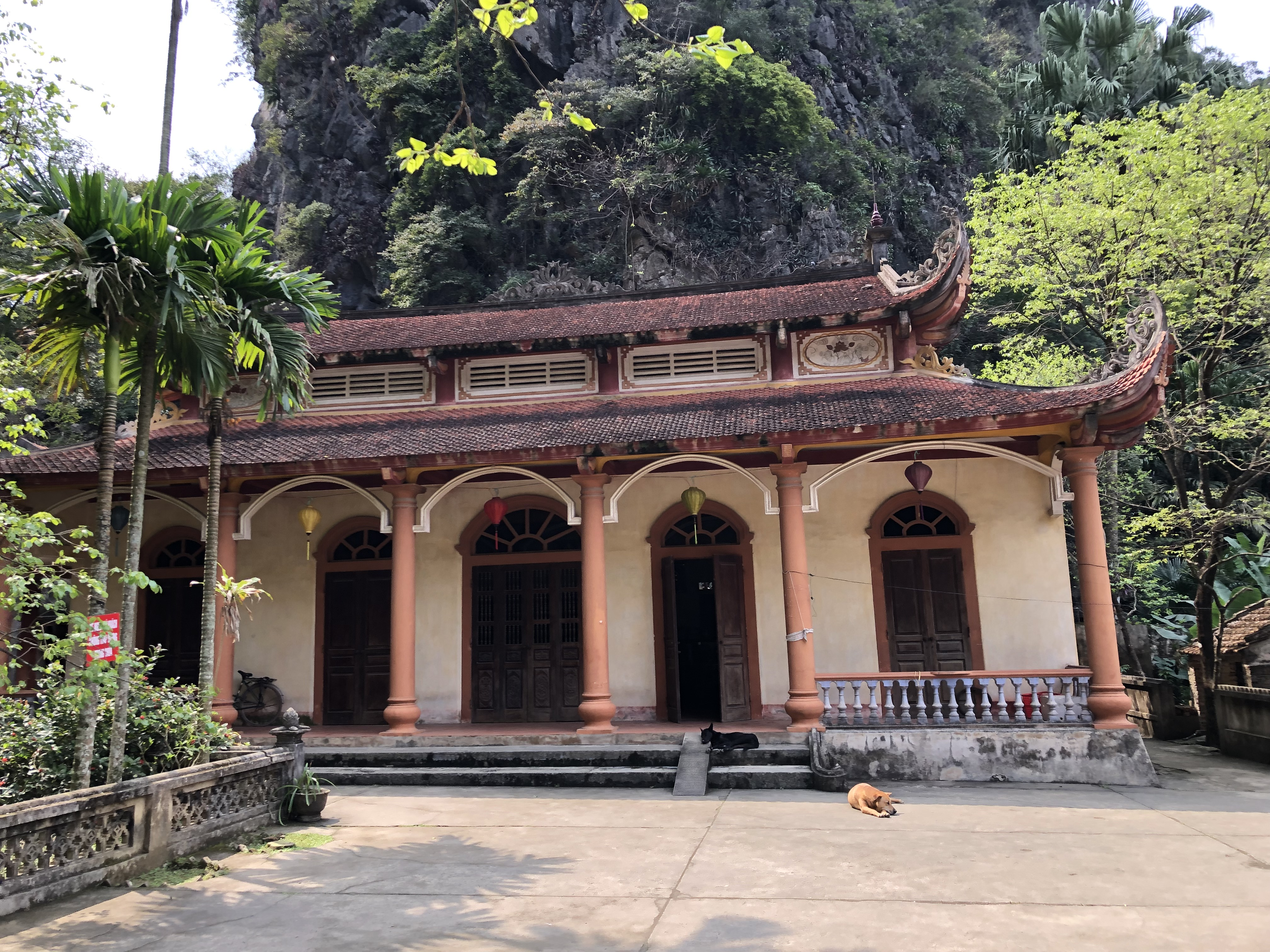
碧峝寺下廟
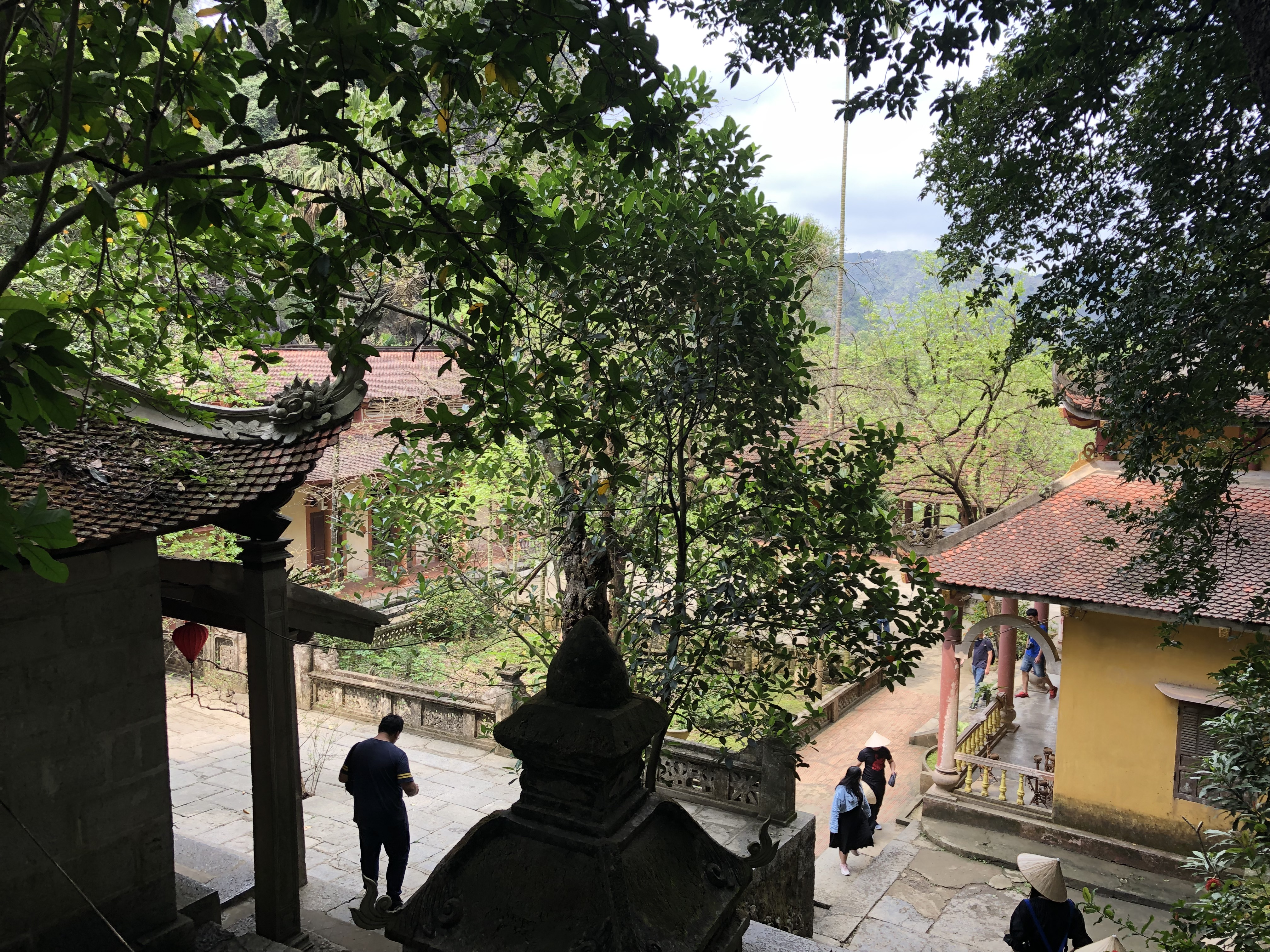
碧峝寺下廟
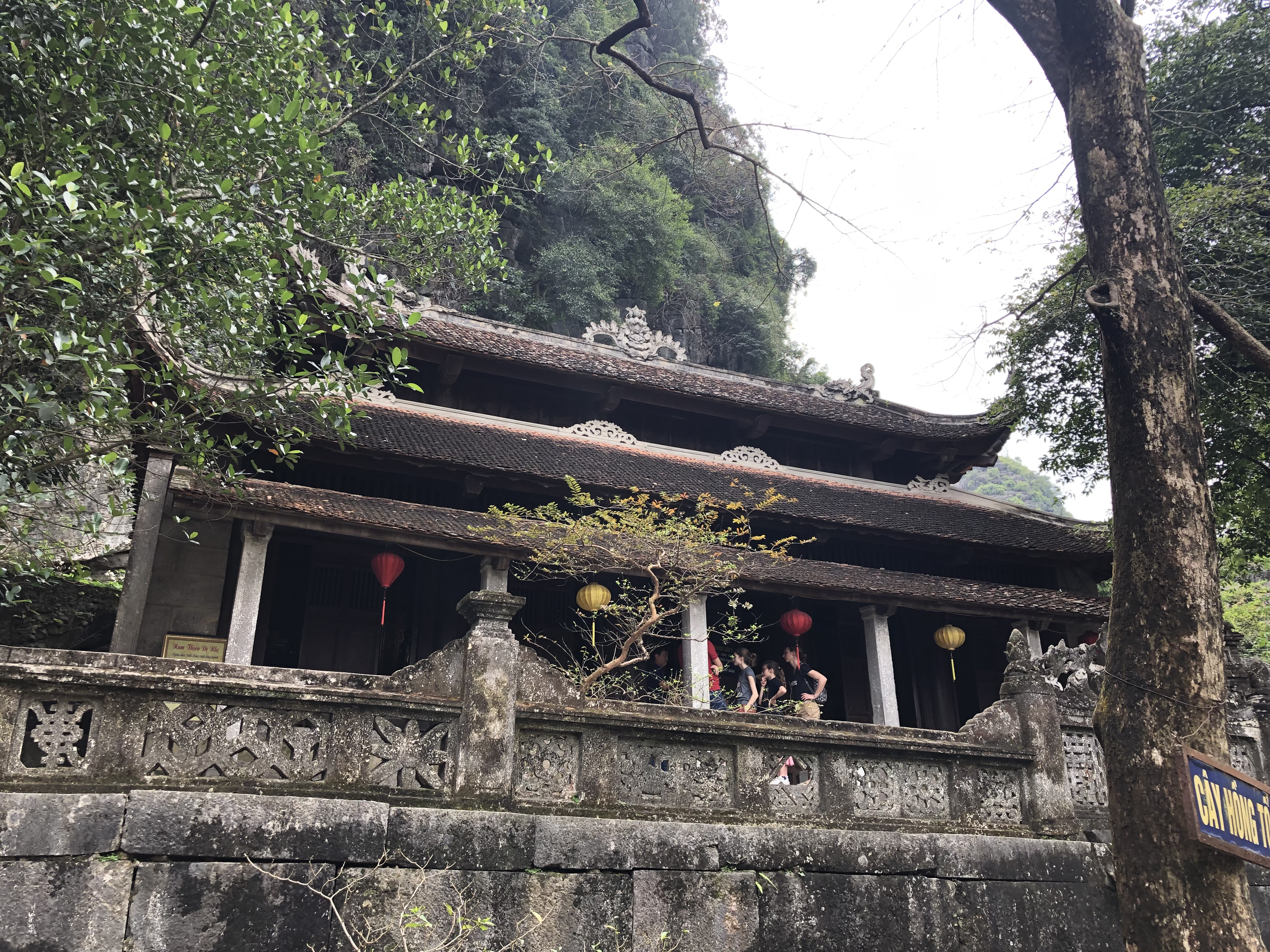
碧峝寺下廟
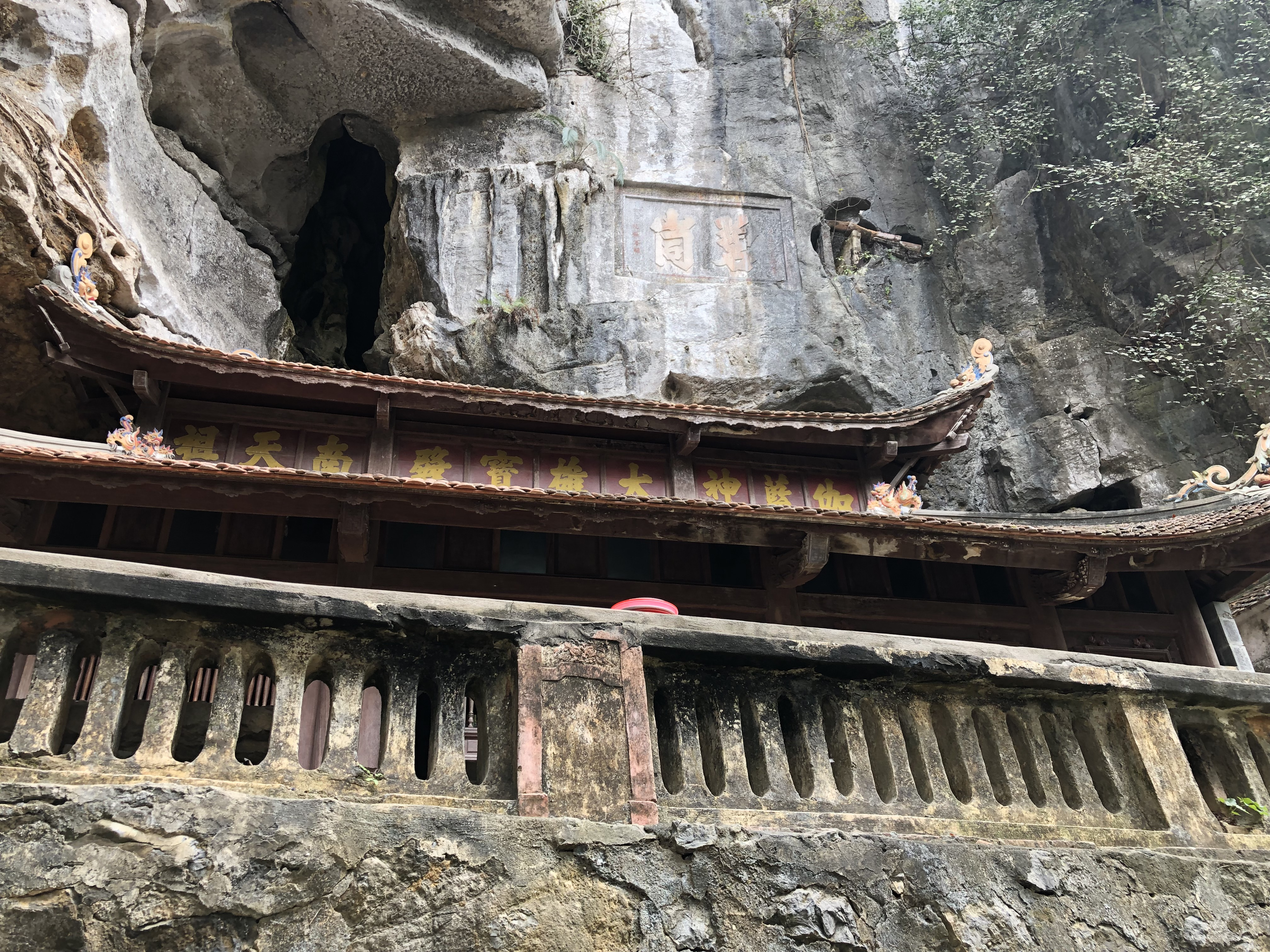
碧峝寺中廟大雄寶殿
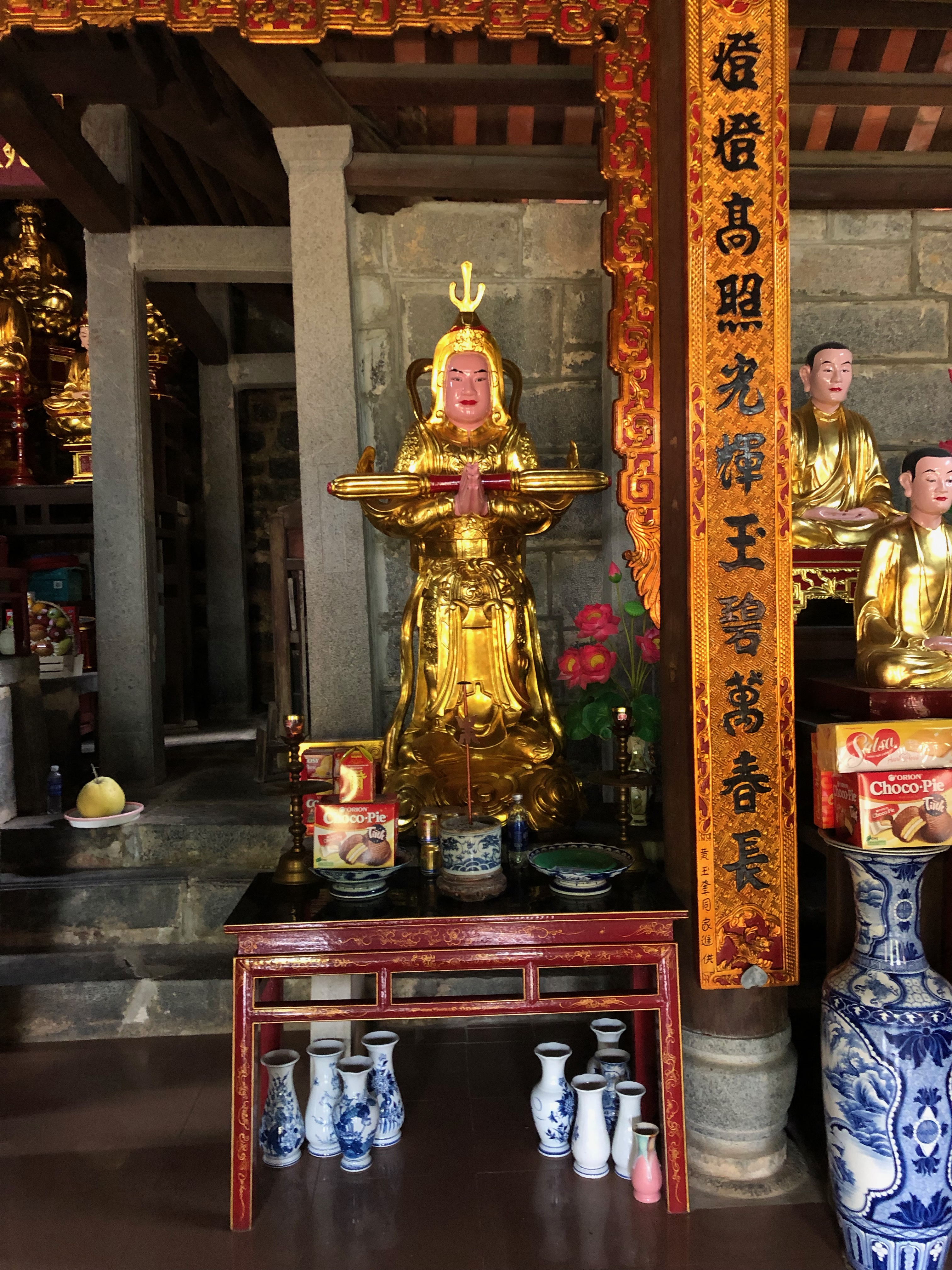
碧峝寺韋馱菩薩
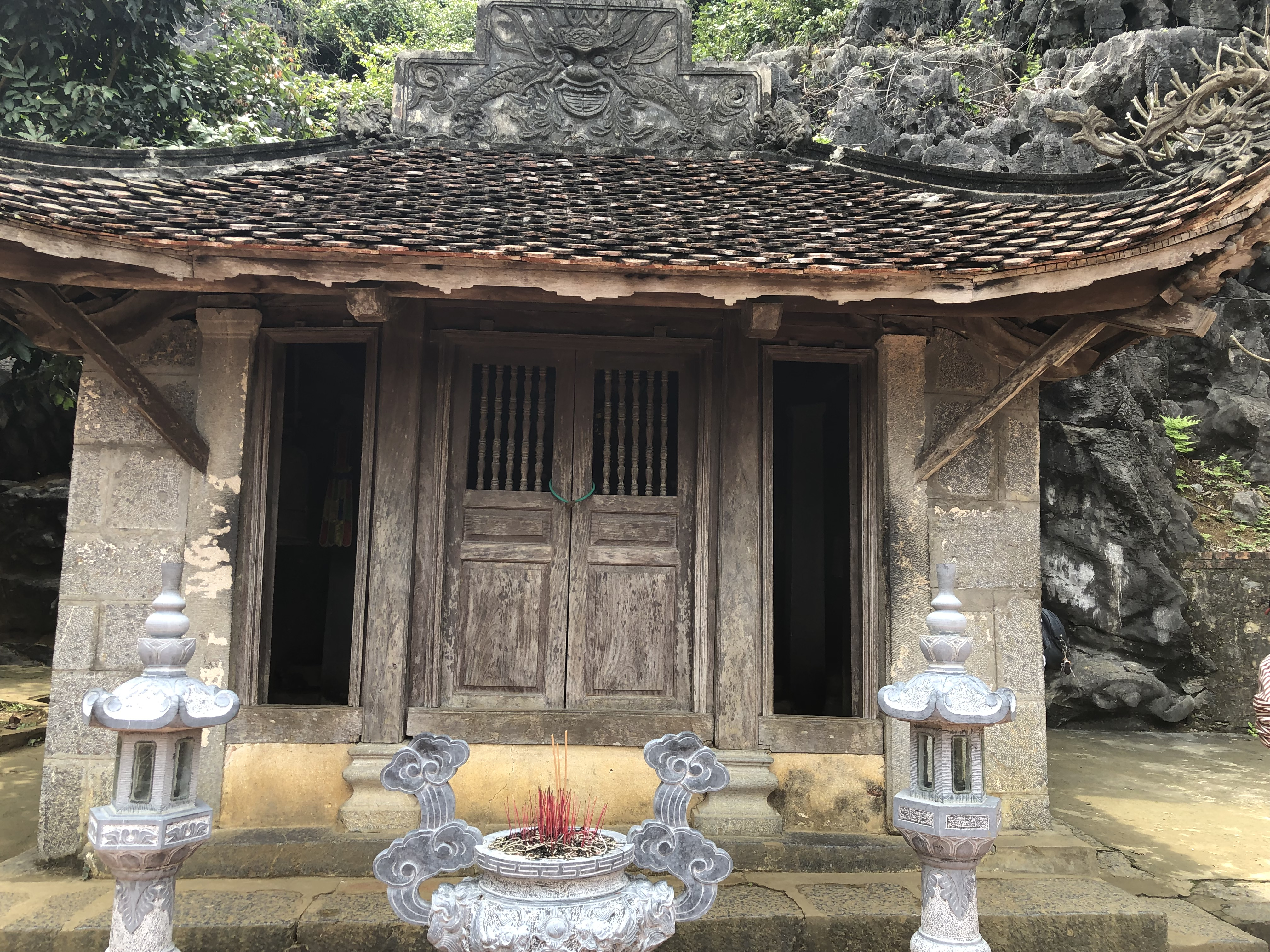
碧峝寺上廟近照
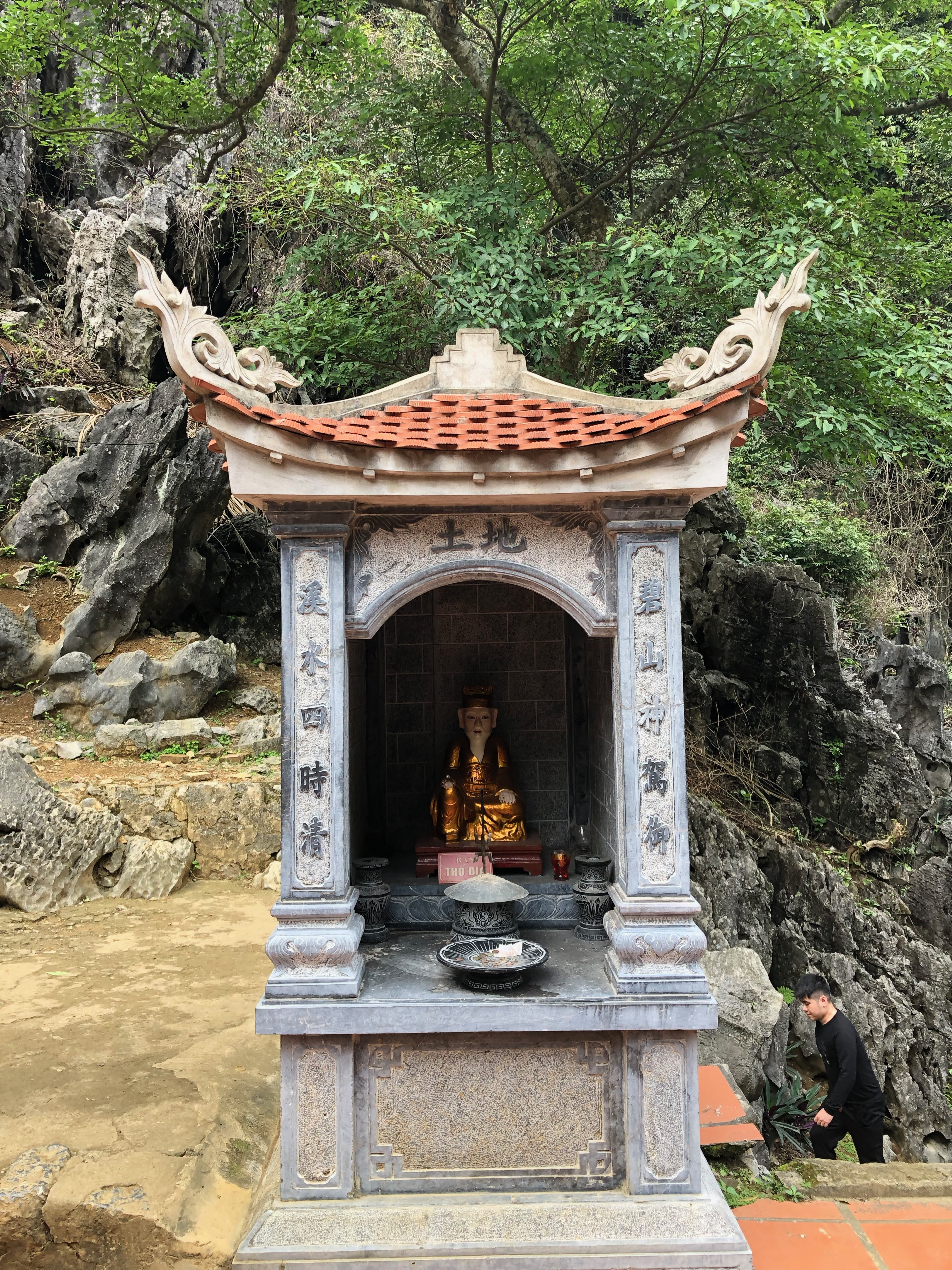
碧峝寺上廟土地
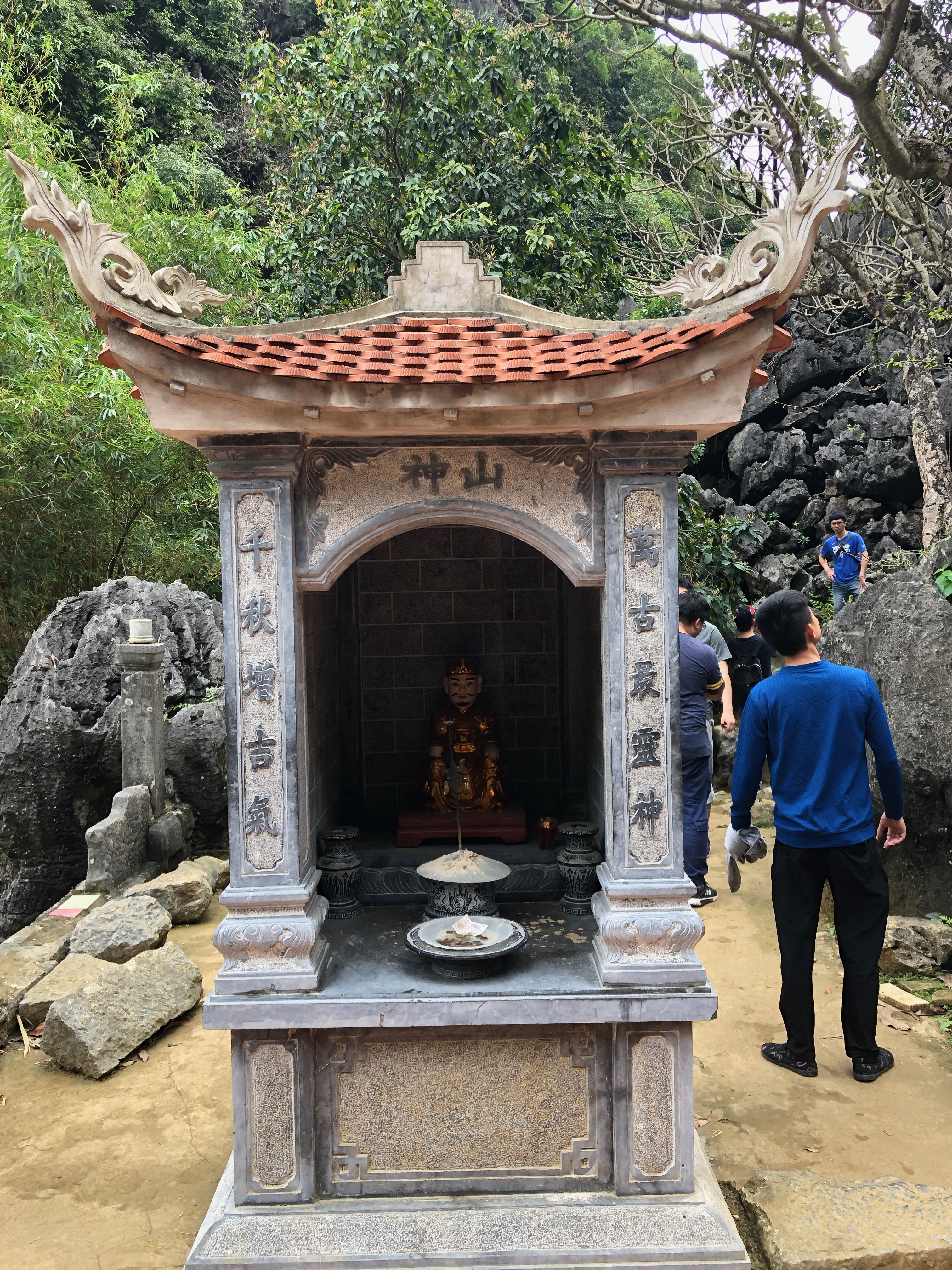
碧峝寺上廟山神
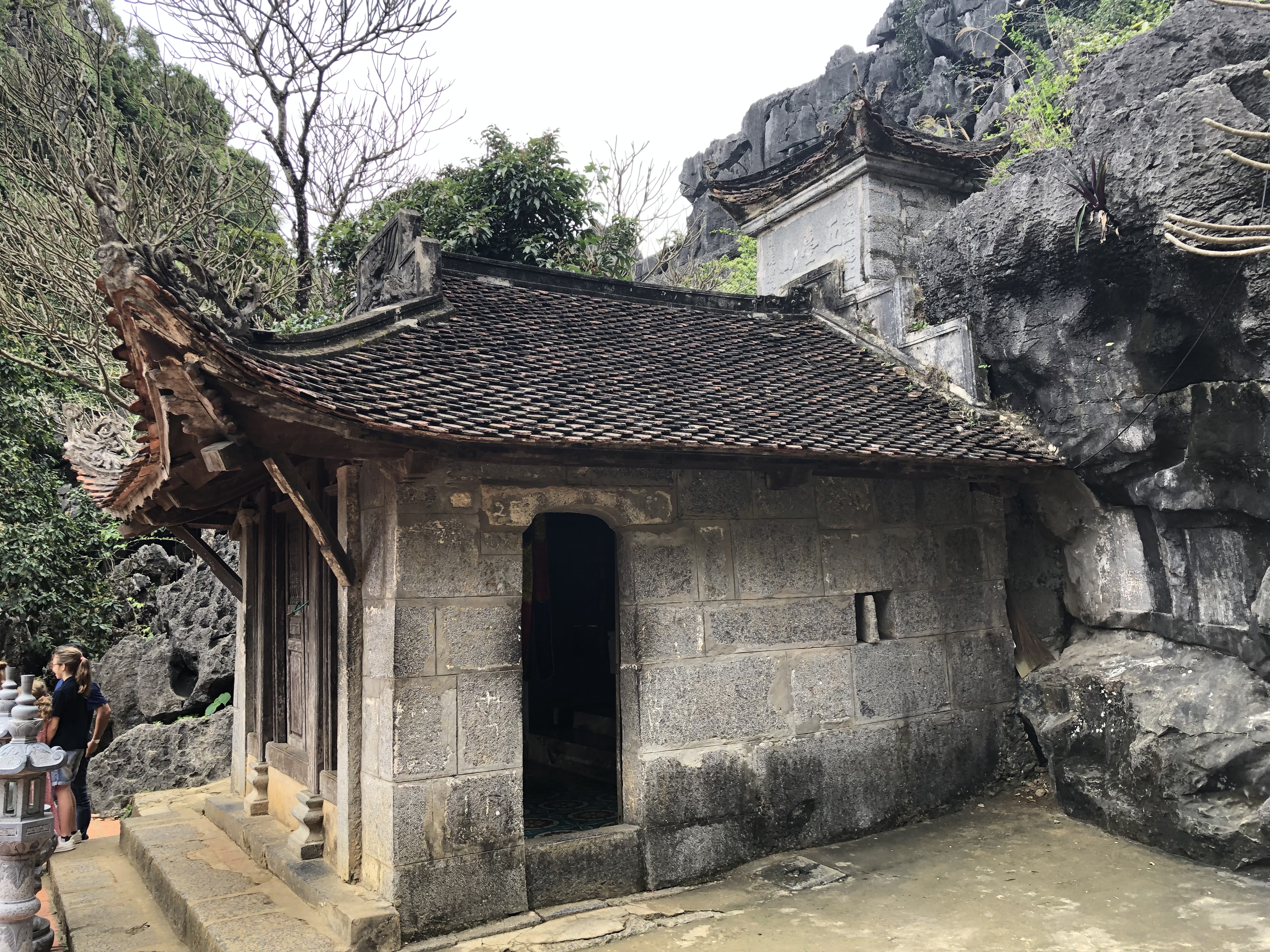
碧峝寺上廟遠照
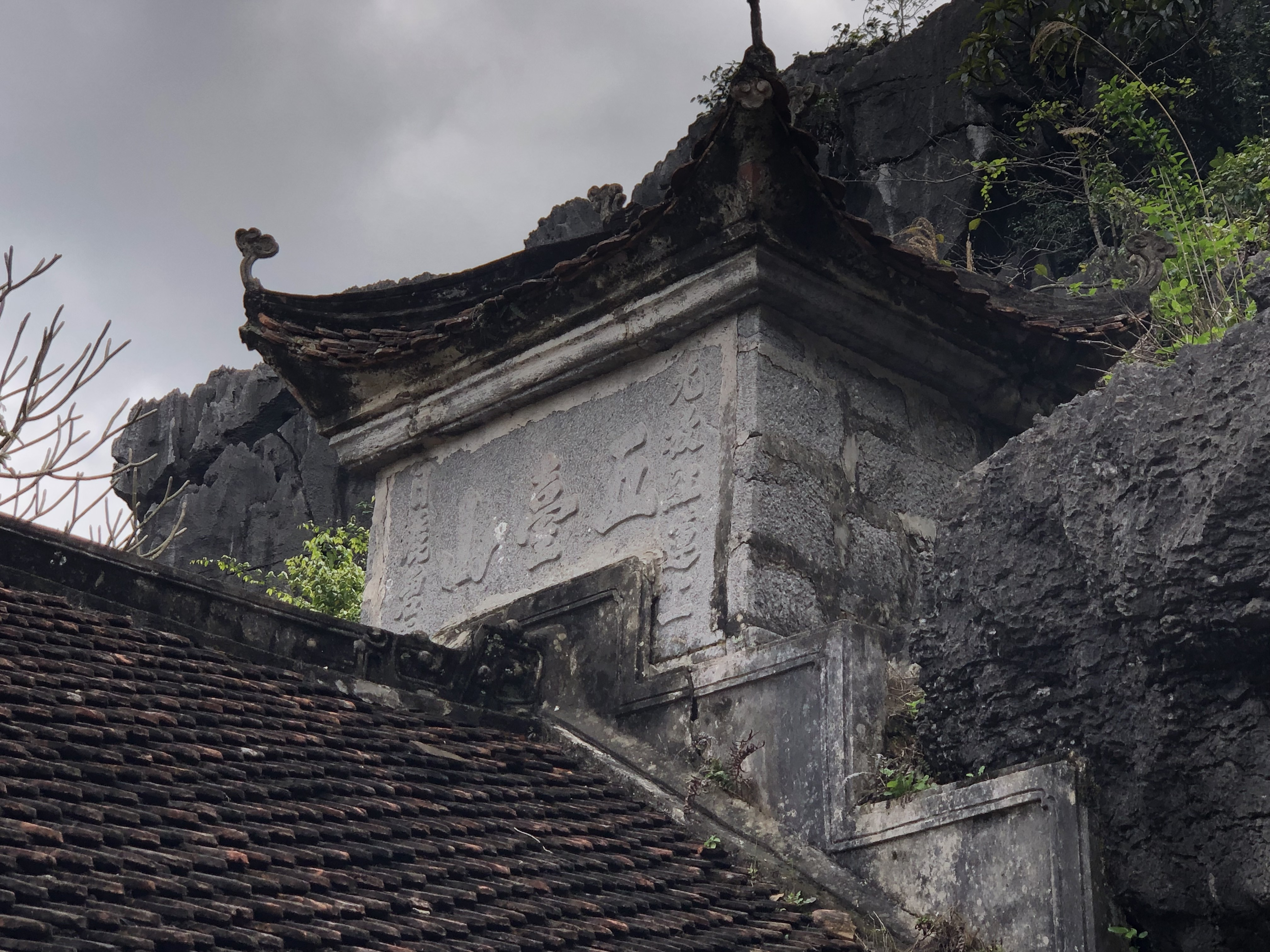
碧峝寺上廟五台山匾額
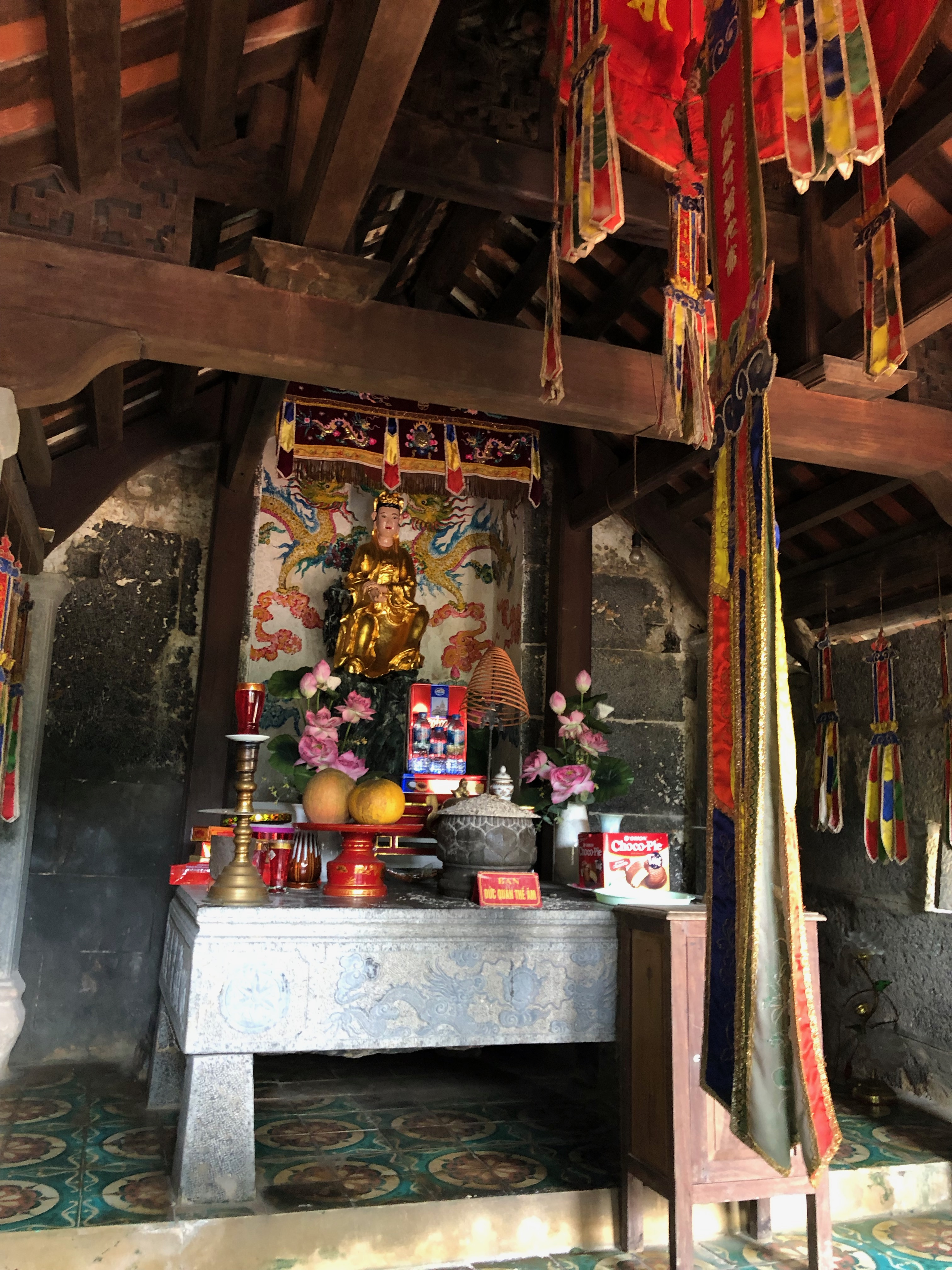
碧峝寺上廟觀音菩薩
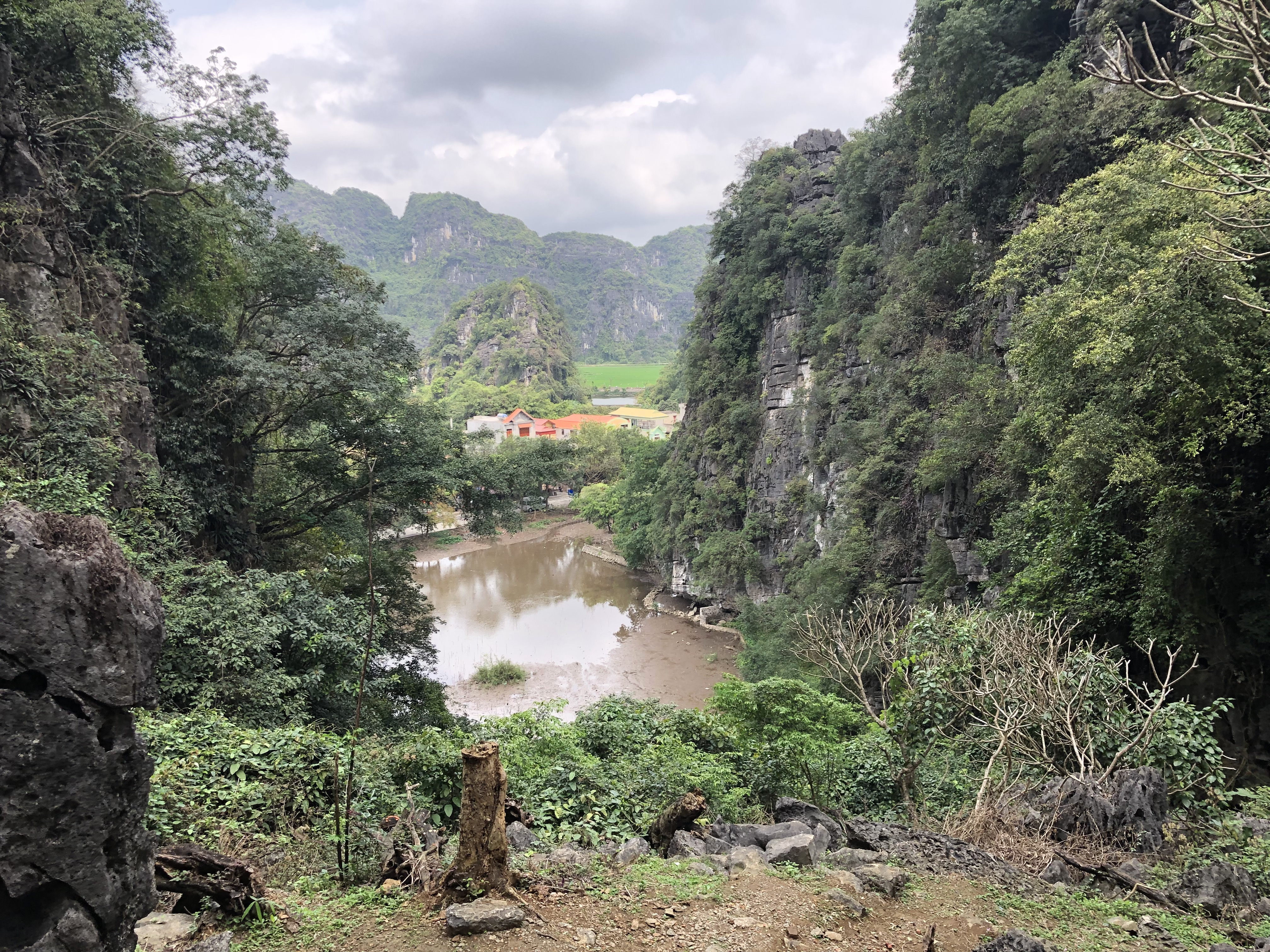
碧峝寺遠眺風景
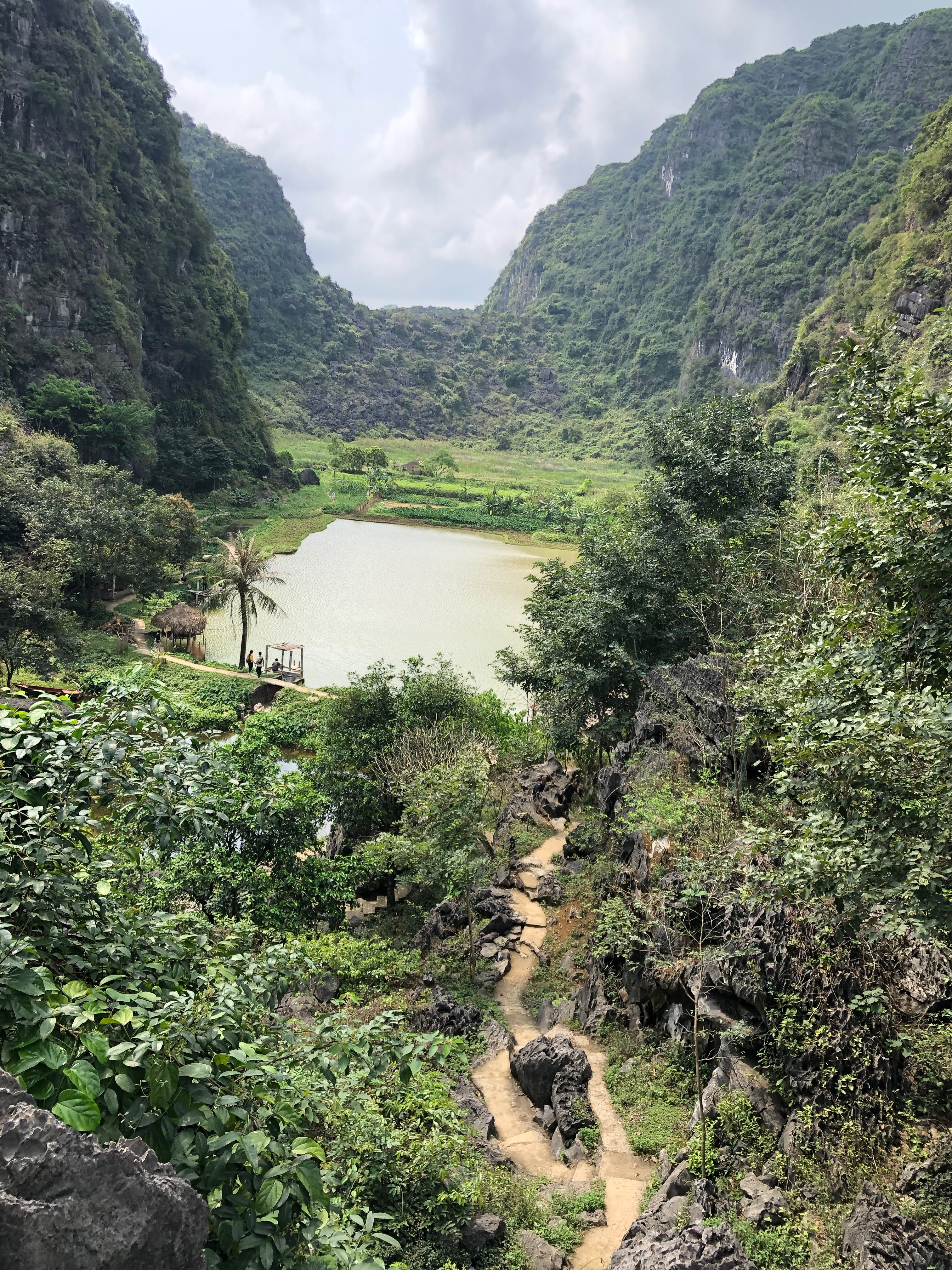
碧峝寺後院風景
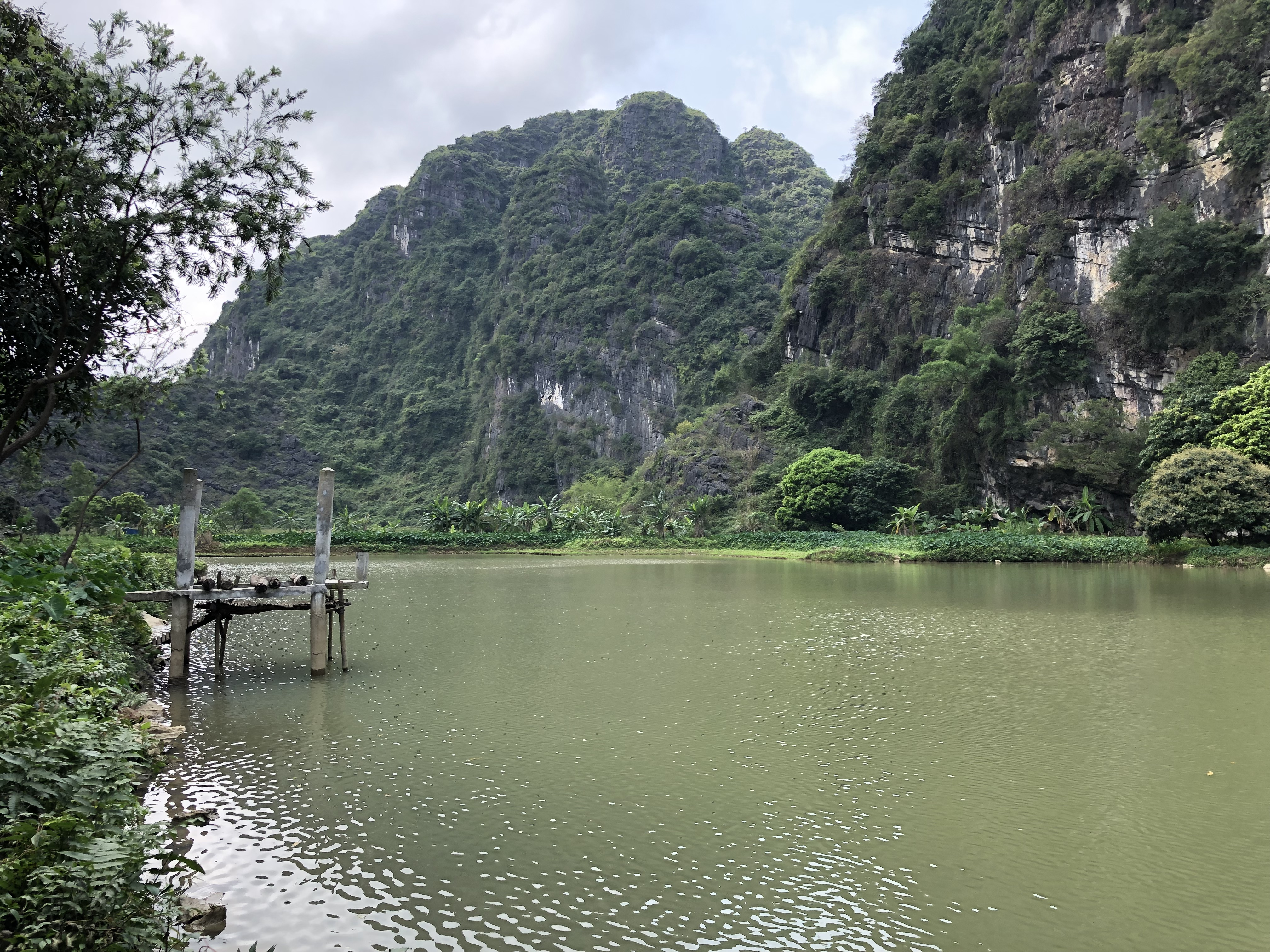
碧峝寺後院風景

## 外部連結
- 越南寧平（Ninh Binh）：碧洞寺（Bich Dong Pagoda） （页面存档备份，存于）